# 新甑山駅
新甑山駅（シンジュンサンえき、朝鮮語: 신증산역）は、朝鮮民主主義人民共和国咸鏡南道端川市にある駅で、クムゴル線に属する。 

## 隣の駅
クムゴル線
梨坡駅 - 新甑山駅 - トン山駅